# G0-фаза

Клітинний цикл. Інтерфаза (G1, S, G2), мітоз (М фіолетова), G0 фаза. Зовнішнє коло зображає мейоз з гаметами.

G0-фа́за, або фа́за споко́ю — період клітинного циклу, протягом якого клітини знаходяться в стані спокою та не діляться. Деякі типи клітин, як, наприклад, клітини нервової системи або клітини серцевих м'язів, вступають в стадію спокою після дозрівання, тобто коли завершена їхня диференціація. В G0-фазі більшість клітин людського тіла виконують свої функції протягом всього часу існування організму.

## Місце в клітинному циклі
Фаза G0 наступає одразу після фази G1 за певних умов. У вищих організмах G0-фаза є нормальною формою існування клітин, що вже завершили диференціацію та не мають далі ділитись. Для одноклітинних організмів фаза G0 настає за несприятливих зовнішніх умов.
Деякі із клітин що знаходяться в G0-фазі можуть повернутись до активного ділення під впливом зовнішніх сигналів (перехід від G0 до G1).
| Клітина | Це незавершена стаття з клітинної біології. Ви можете допомогти проєкту, виправивши або дописавши її. |